# Шпейер, Василий Абрамович
Василий Абрамович Шпейер (Шпеер) (28 января [9 февраля] 1802; Санкт-Петербург — 5 [17] мая 1869; Санкт-Петербург) — морской офицер, лейтенантом Гвардейского экипажа участвовал в событиях 14 декабря 1825 года, был арестован и более года провёл в казематах Петропавловской и Кронштадтской крепостей. После отбытия наказания служил в Черноморском и Балтийском флотах. Командовал линейным кораблём «Россия», противостоявшим англо-французским силам на Балтике в начальный период Крымской войны. Контр-адмирал.

## Биография

### Происхождение
Родился в Санкт-Петербурге 28 января 1802 года. 10 февраля 1803 года был крещён в православной Мальтийской церкви во имя Рождества Св. Иоанна Предтечи в бывшем Воронцовском дворце.
Отец — коллежский советник Абрам Шпеер, герб потомственного дворянина был пожалован ему 1 марта 1810 года. Мать — Елизавета Шпеер.
Потомственное дворянство позволило Василию поступить в 1814 году кадетом в Морской кадетский корпус. Там же учился его младший брат — Иван (1805—1869), который был выпущен из корпуса в 1821 году.

### Образование и начало службы
12 марта 1816 года был произведён в гардемарины. В 1816—1819 годах участвовал в учебных плаваниях по Балтийскому морю на фрегате «Малый» и бриге «Меркурий».
3 марта 1819 года в звании мичмана был выпущен из Морского кадетского корпуса. В этом же выпуске был будущий декабрист Д. И. Завалишин. С 10 марта 1819 года служил в Балтийском флоте, сначала в 4-м, а затем — во 2-м флотских экипажах. 10 мая 1823 года был переведён в Гвардейский экипаж. 21 апреля 1824 года произведён в лейтенанты.
Под командованием капитан-лейтенанта Н. Г. Казина в июне-сентябре 1824 года участвовал в плавании на фрегате «Проворный» от Кронштадта до Гибралтара и обратно, а в 1825 году — в крейсерском плавании до Ревеля на линейном корабле «Сысой Великий».

### Участие в «возмущении 14 декабря 1825 года»
Членом тайного общества не состоял и не был осведомлён о его целях.
Утром 14 декабря 1825 года от мичмана гвардейского экипажа и В. А. Дивова узнал, что «наш экипаж и прочие полки не хотят принять присягу… без воли его высочества Константина Павловича» и был согласен, что «мы не должны принимать присягу, что нас хотят обмануть, и что не может быть, чтоб его высочество Константин Павлович отказался от престола».
С братьями Беляевыми, М. А Бодиско и В. А. Дивовым освободил командиров рот экипажа, задержанных генерал-майором С. П. Шиповым за отказ от присяги.
Вслед за экипажем, возглавляемым Н. А. Бестужевым и А. П. Арбузовым, вышел на Сенатскую площадь, считая, что «должен быть при батальоне и стараться удержать и привести в порядок».
Утром 15 января 1826 года был арестован за присутствие «на площади с возмутившимися нижними чинами». С 16 декабря 1825 года по 3 января 1826 года содержался в караульном помещении госпиталя Семёновского полка. 3 января переведён сначала в Петропавловскую, а 15 февраля 1826 — в Кронштадтскую крепость.
Историк П. В. Ильин считал, что членство В. А. Шпейера ни в Северном обществе, ни в обществе Гвардейского экипажа не доказано полностью, и включил его в число участников выступления 14 декабря 1825 года, не состоявших в тайных обществах и наказанных в административном (несудебном) порядке.
А. Д. Боровков в своём «Алфавите» отметил, что В. А. Шпейера «по докладу Комиссии 13-го июля высочайше повелено, продержав ещё шесть месяцев в крепости, выписать во флот».

### Продолжение службы
5 января 1827 года был назначен в 24-й флотский экипаж с установлением за ним тайного надзора. В 1828—1829 годы проходил службу в Архангельске. Тайный надзор за Шпейером был снят 29 мая 1831 года, уже после перевода его в Черноморский флот,
С 1834 года морская карьера была вновь связана с Балтийским флотом — капитан-лейтенант (6.12.1834), капитан 2-го ранга (1843), капитан 1-го ранга (7.4.1847).
В 1842—1843 годах командовал 58-пушечным фрегатом «Цесаревна».
12 января 1846 года В. А. Шпейер награждён орденом Св. Георгия 4-го класса — «за беспорочную выслугу 25 лет в офицерских чинах».
В 1847—1854 годах командовал 120-пушечным линейным кораблём «Россия», флагманом 3-й дивизии Балтийского флота, который в 1850 году крейсировал у берегов Дании, а во время первого года Крымской войны находился в Свеаборге для защиты его от возможного нападения объединённого англо-французского флота.
6 декабря 1854 года вышел в отставку в чине контр-адмирала. Скончался 5 мая 1869 года в Санкт-Петербурге. Похоронен на Смоленском кладбище.

## Награды
- Орден Святого Георгия 4-й степени (1846)

### Комментарии
1. ↑  Имя контр-адмирала В. А. Шпейера внесено в базу данных Энциклопедии немцев России — Государственные, военные, политические и общественные деятели Архивная копия от 22 октября 2016 на Wayback Machine.
2. ↑  В этих плаваниях вместе с лейтенантом В. А. Шпейером участвовали будущие декабристы: в 1824 году — мичман А. П. Беляев, лейтенант Н. А. Бестужев, опубликовавший в 1825 году очерк «Плавание фрегата „Проворного“ в 1824 году», мичманы М. А. Бодиско, Д. И. Завалишин и лейтенанты П. Ф. Миллер и Е. С. Мусин-Пушкин; в 1825 году — мичманы братья А. П. и П. П. Беляевы и В. А. Дивов
3. ↑  По показаниями Дивова, братьев Беляевых и М. Б. Бодиско следствие пыталось доказать, что лейтенанту Шпейеру была известна цель общества — «введение конституции».